# Valmet Automotive
Valmet Automotive (dawniej Saab-Valmet) – fińskie przedsiębiorstwo branży motoryzacyjnej, należące do spółki Metso, zajmujące się produkcją samochodów na zlecenie innych przedsiębiorstw.

## Historia
Przedsiębiorstwo założone zostało w 1968 roku pod nazwą Saab-Valmet jako spółka typu joint venture, należąca do grupy Saab-Scania i Valmet. W 1992 roku Saab wycofał się ze spółki, a w 1995 roku jej nazwę zmieniono na Valmet Automotive. Od 1999 roku należy do spółki Metso powstałej w wyniku połączenia przedsiębiorstw Valmet i Rauma. Pod koniec 2010 roku Valmet przejął upadłe zakłady Karmann, rozszerzając swoją działalność na Niemcy (fabryka w Osnabrück) i Polskę (fabryka w Żarach).
W ciągu całej historii funkcjonowania przedsiębiorstwa, produkowało ono samochody na zamówienie dla przedsiębiorstw: Saab, PSA, General Motors oraz AwtoWAZ. Obecnie zajmuje się produkcją wybranych modeli Porsche.

## Produkowane modele
- Saab (1969 – 2003):
  - Saab 90
  - Saab 96
  - Saab 99
  - Saab 900 (CD + cabrio)
  - Saab 9000
  - Saab 9-3 (I + II cabrio)
  - Saab 9-3 Viggen
  - Saab 9-5
- Porsche (1997 – 2011):
  - Porsche 986 Boxster
  - Porsche 987 Boxster
  - Porsche Cayman 987c
- Łada (1996 – 1998):
  - Łada Samara
- Talbot (1979 – 1987):
  - Talbot Horizon
  - Talbot 1510
  - Talbot Solara
- Opel (1991 – 1997):
  - Opel Calibra
- Marussia (2010 – 2014):
  - Marussia B1
  - Marussia B2
- Fisker Automotive (2011 – 2012):
  - Fisker Karma
- Th!nk (2009 – 2011):
  - Th!nk City
- Mercedes-Benz (od 2013)
  - Mercedes-Benz klasy A
  - Mercedes-Benz GLC
- Lightyear (od 2022)
  - One

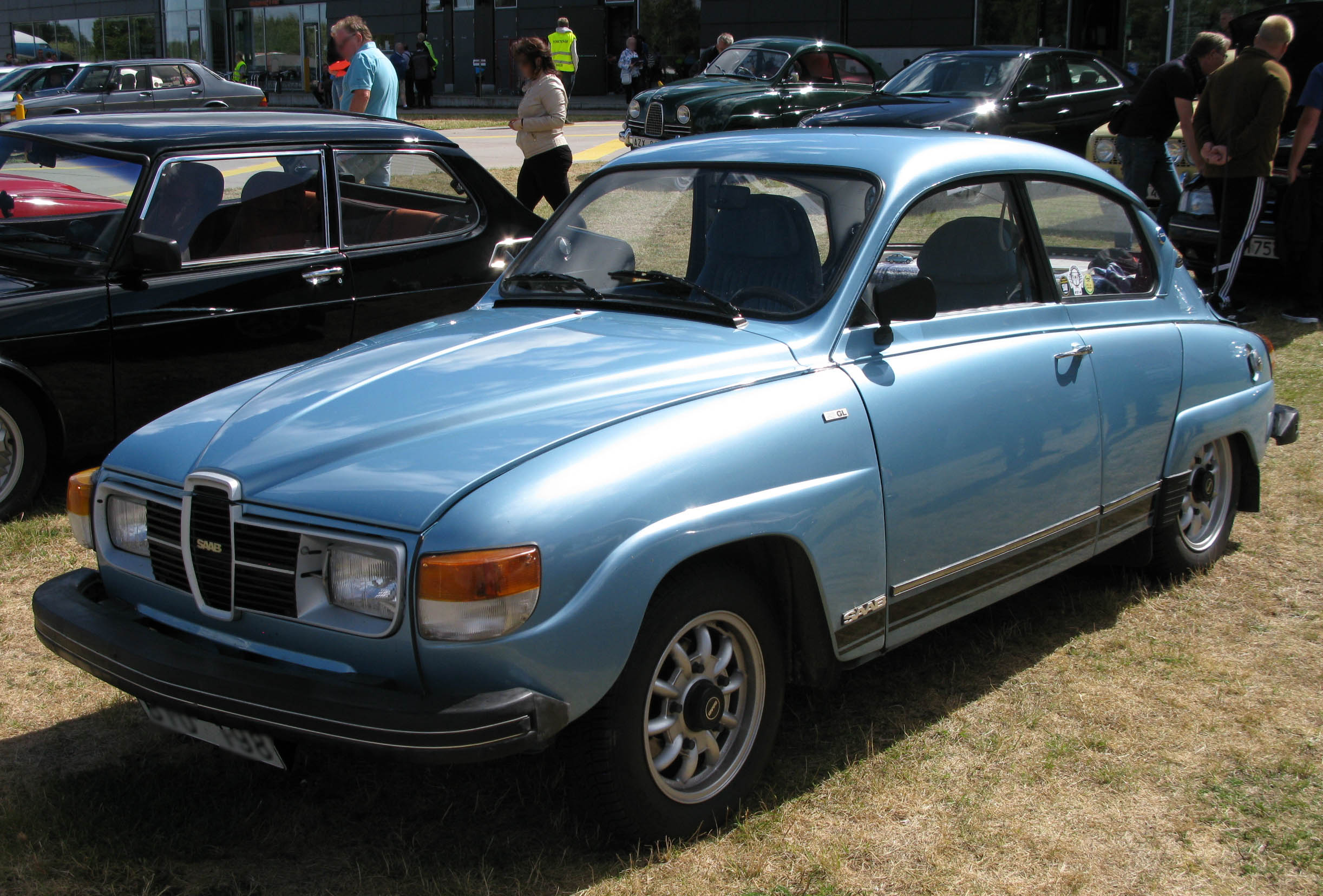
Saab 96
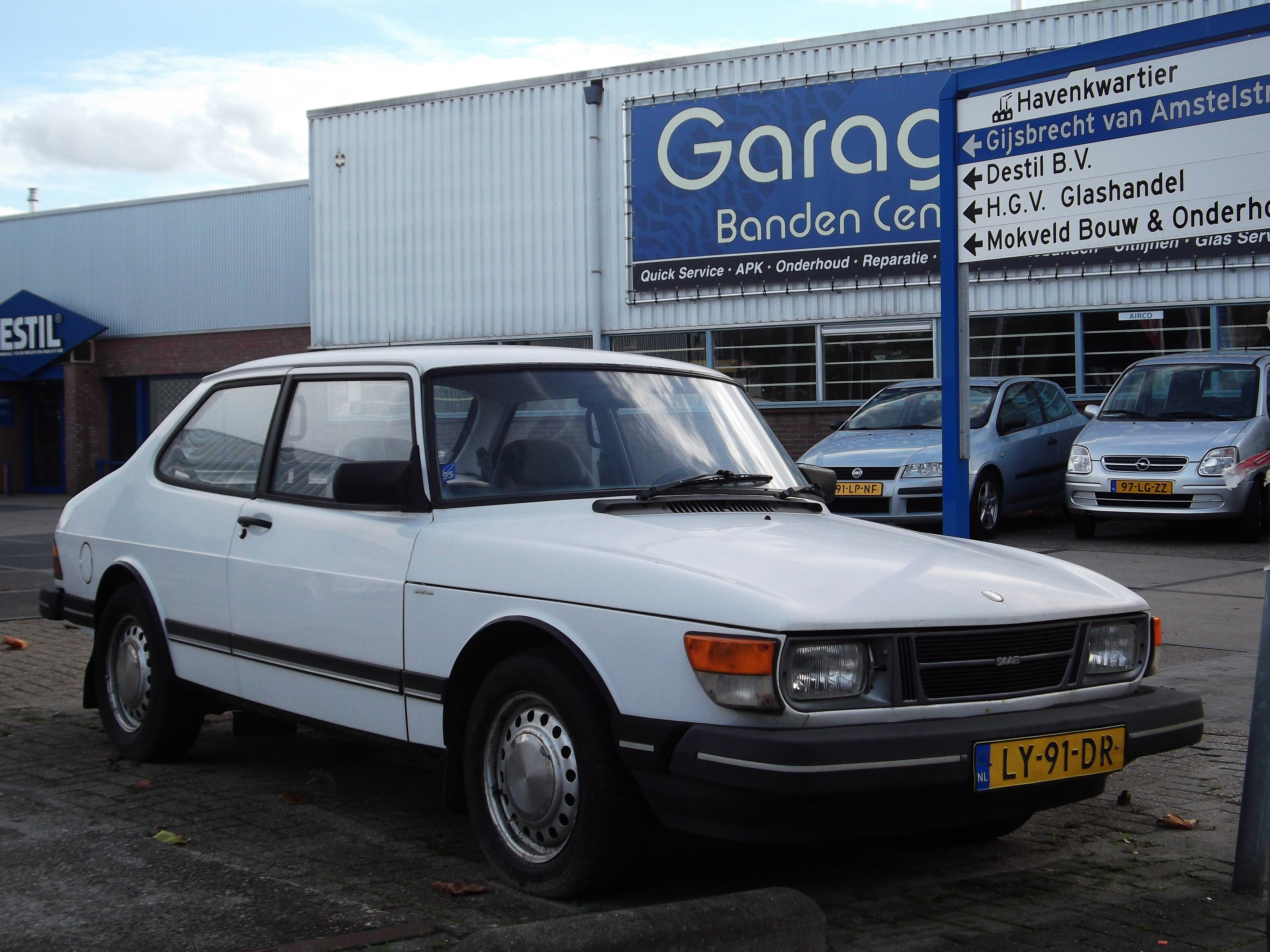
Saab 90
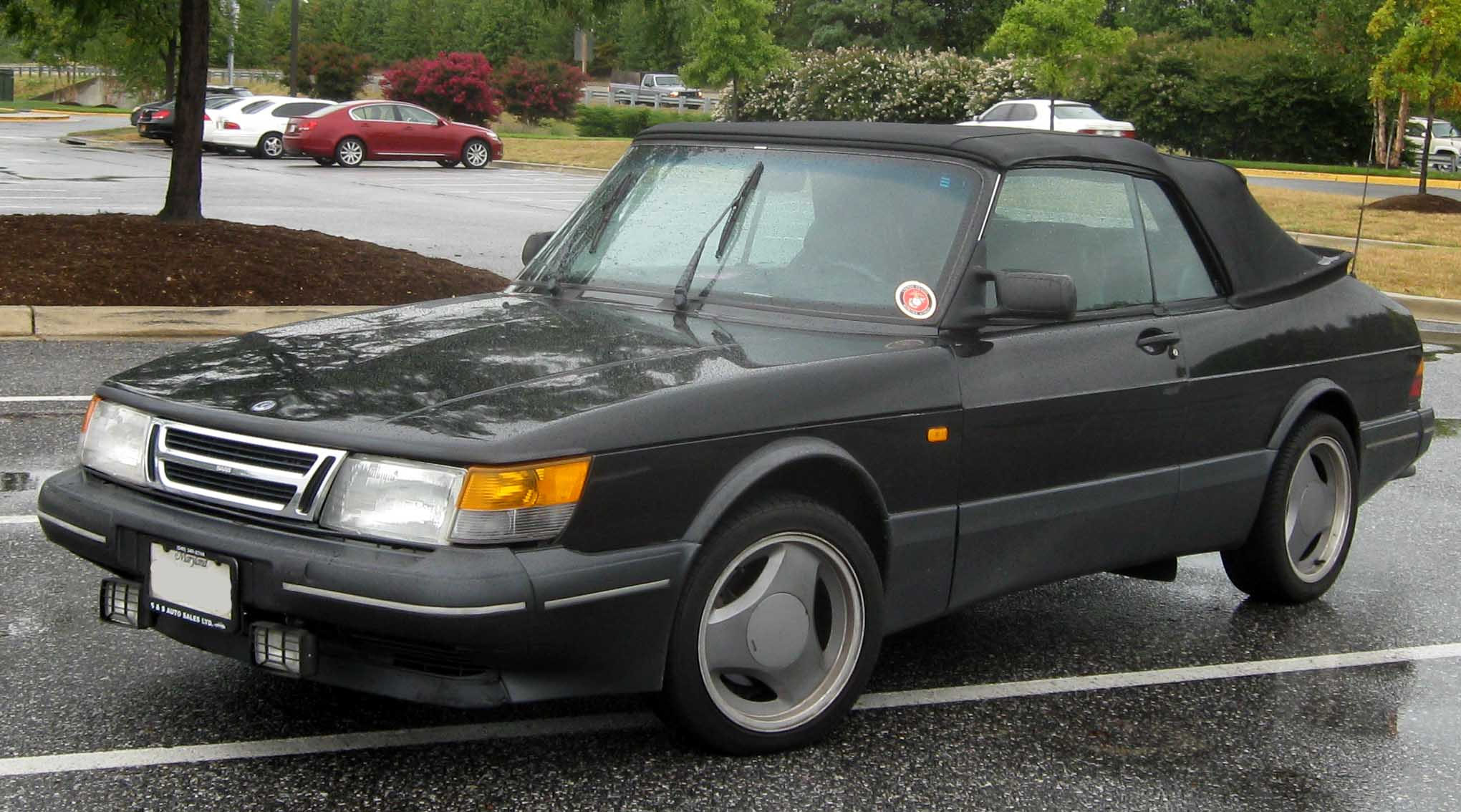
Saab 900 cabrio
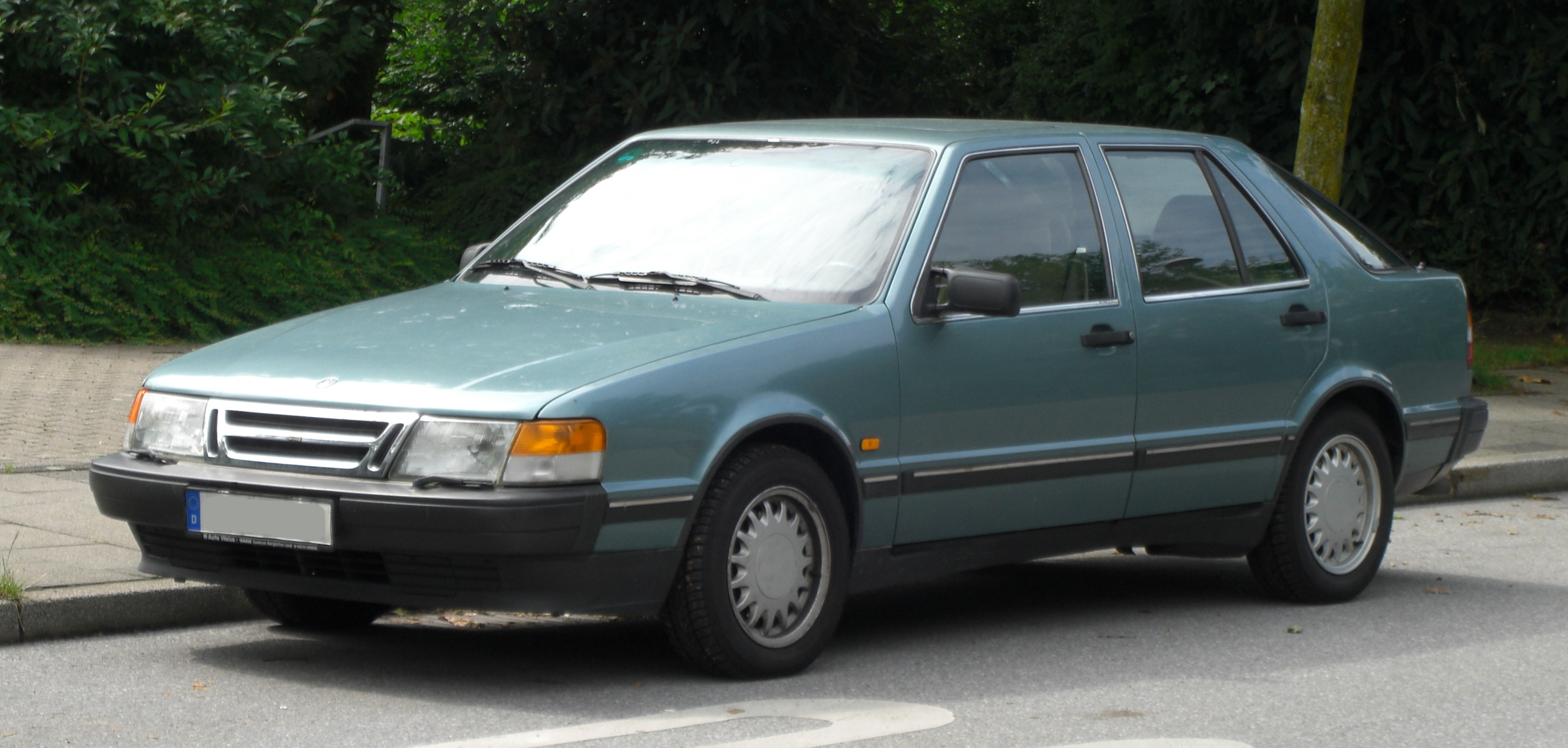
Saab 9000
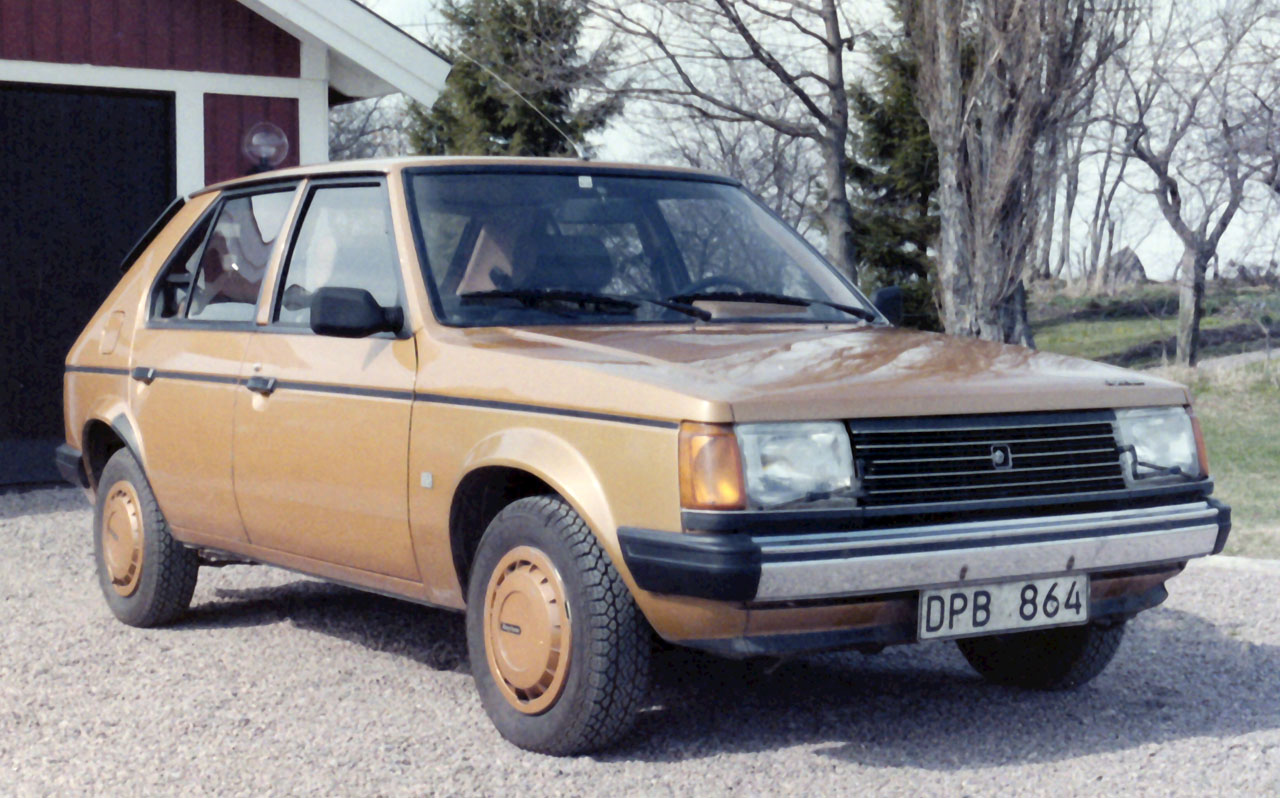
Talbot Horizon
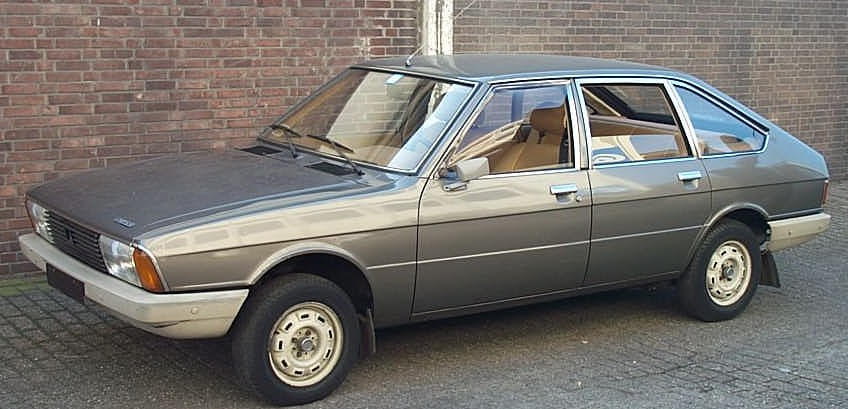
Talbot 1510
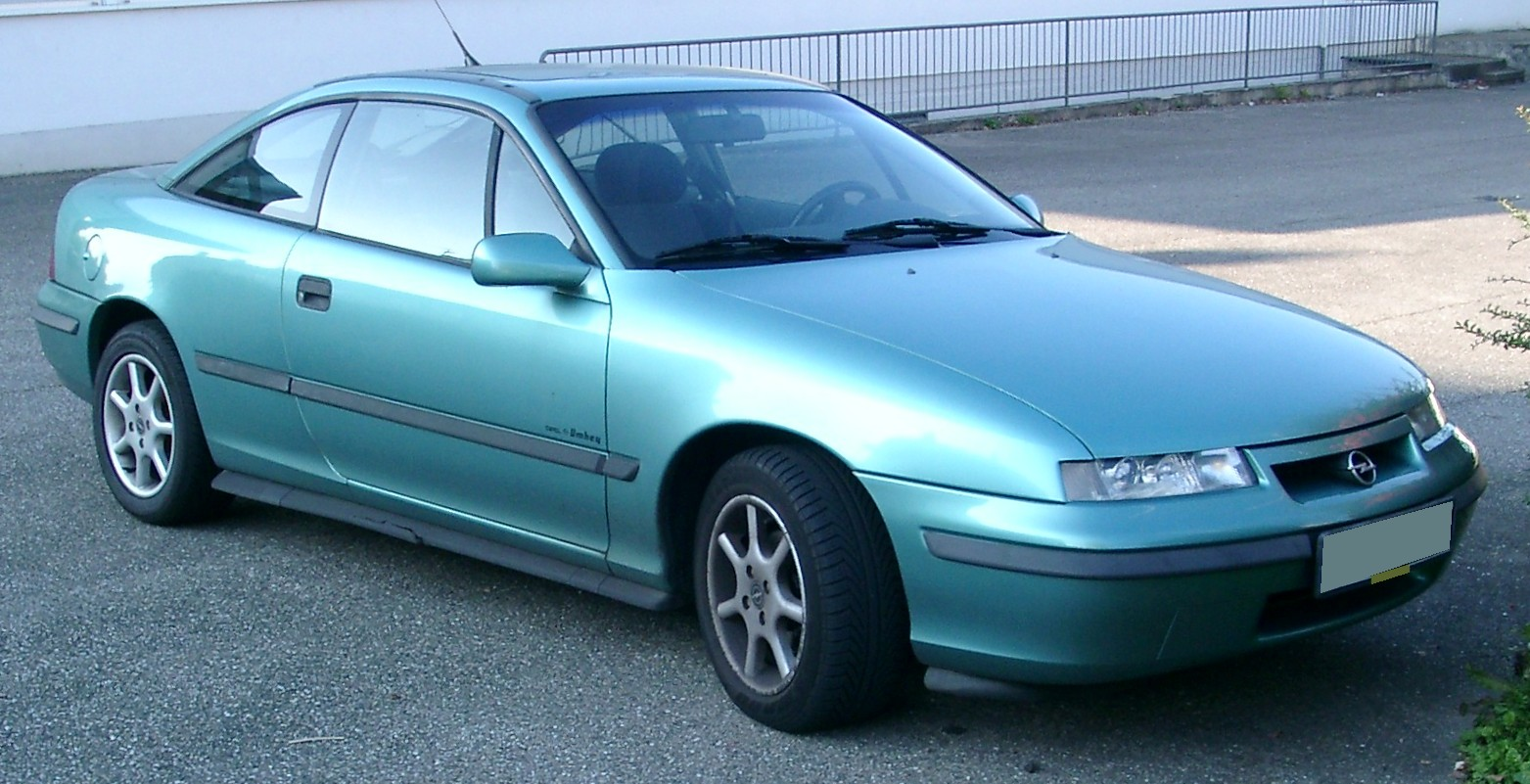
Opel Calibra
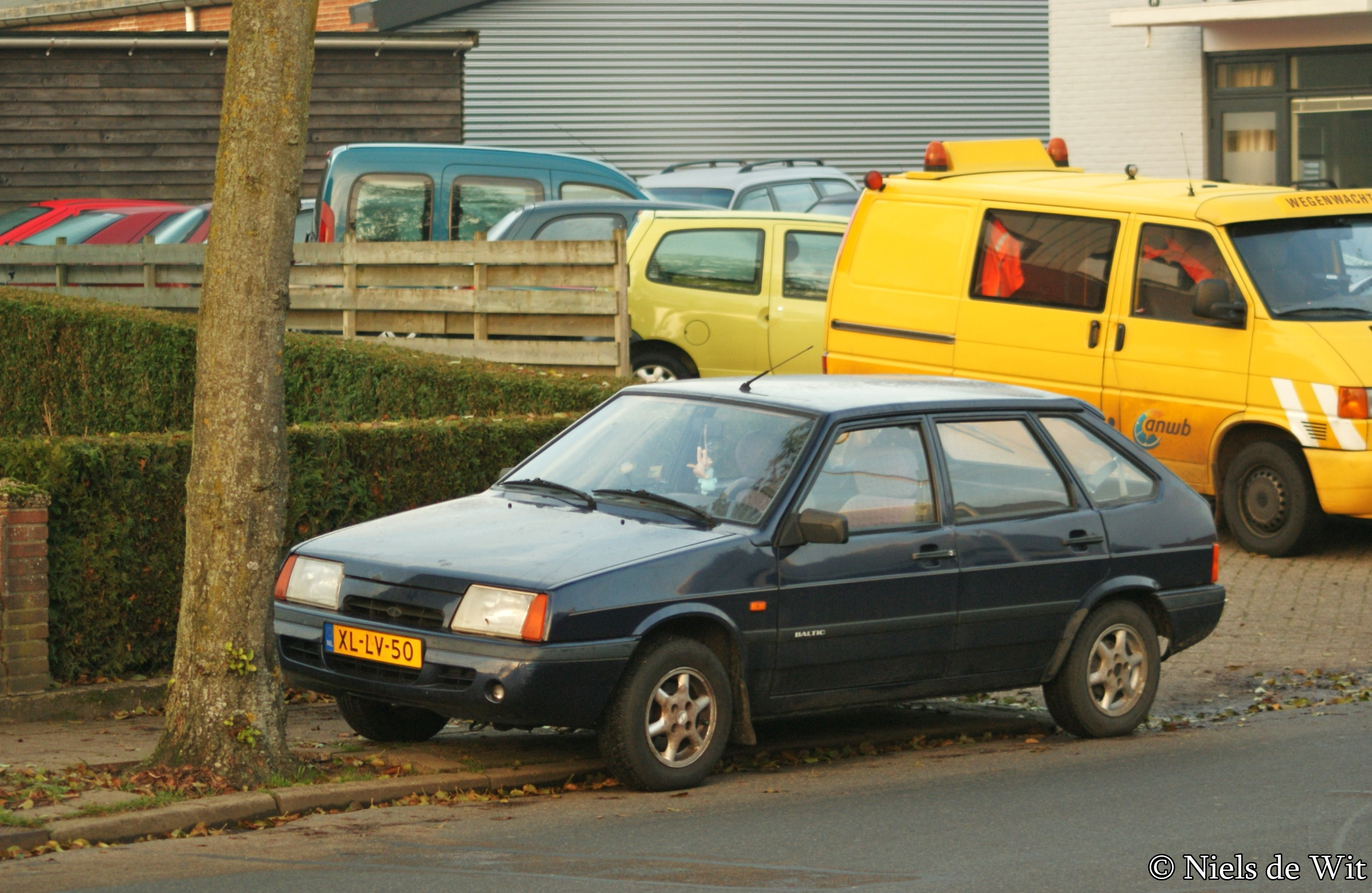
Łada Samara
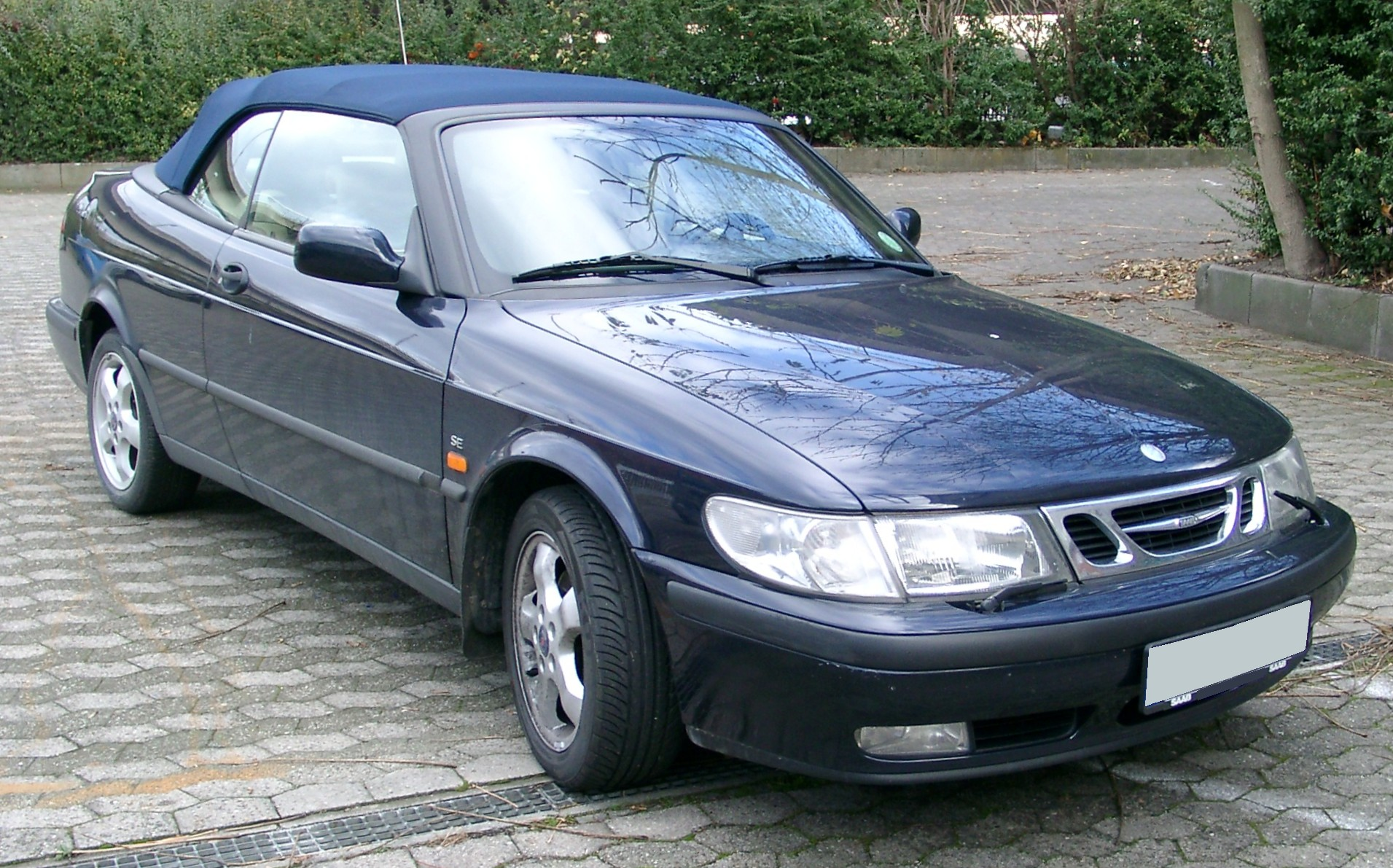
Saab 9-3 Cabrio
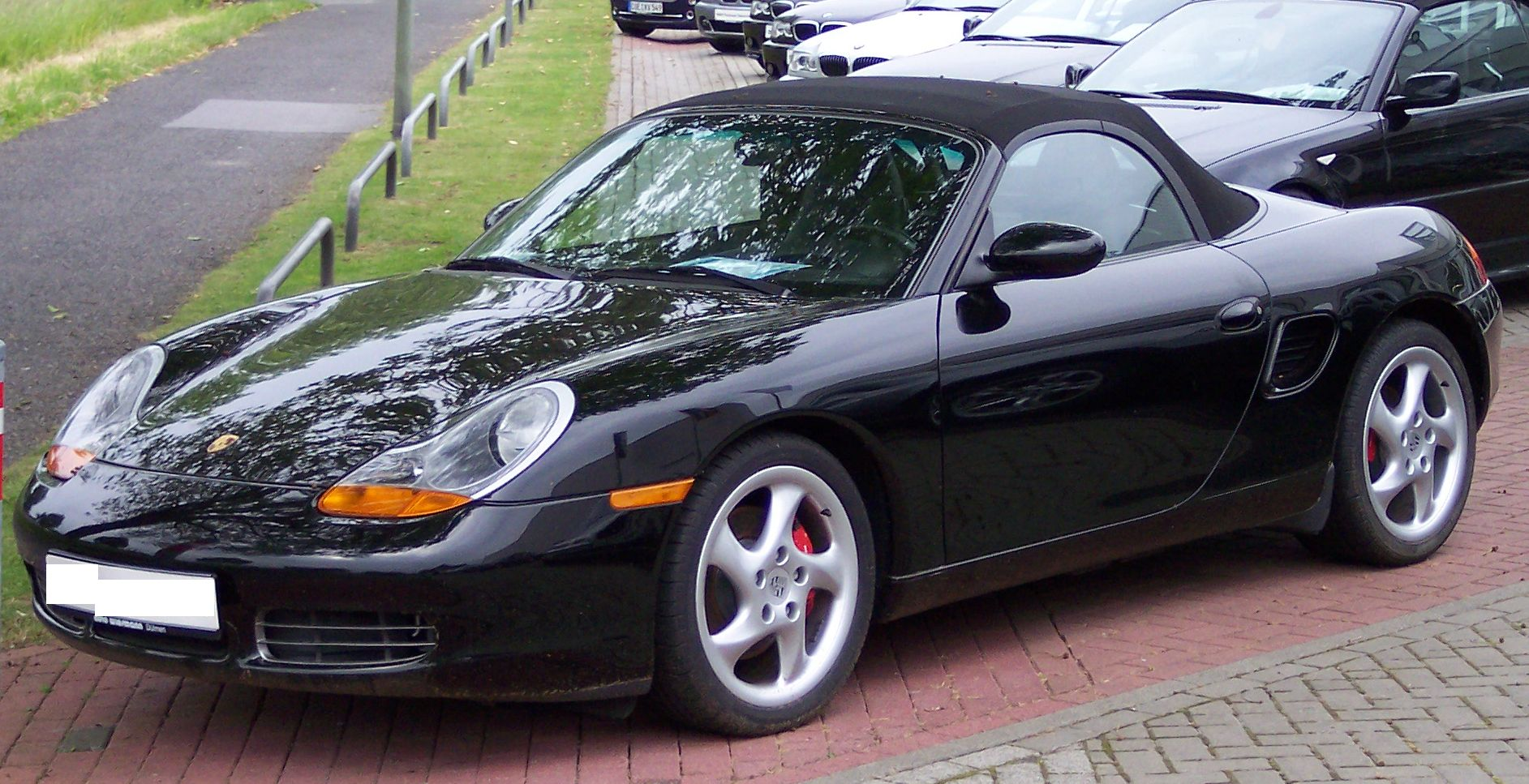
Porsche 986 Boxster
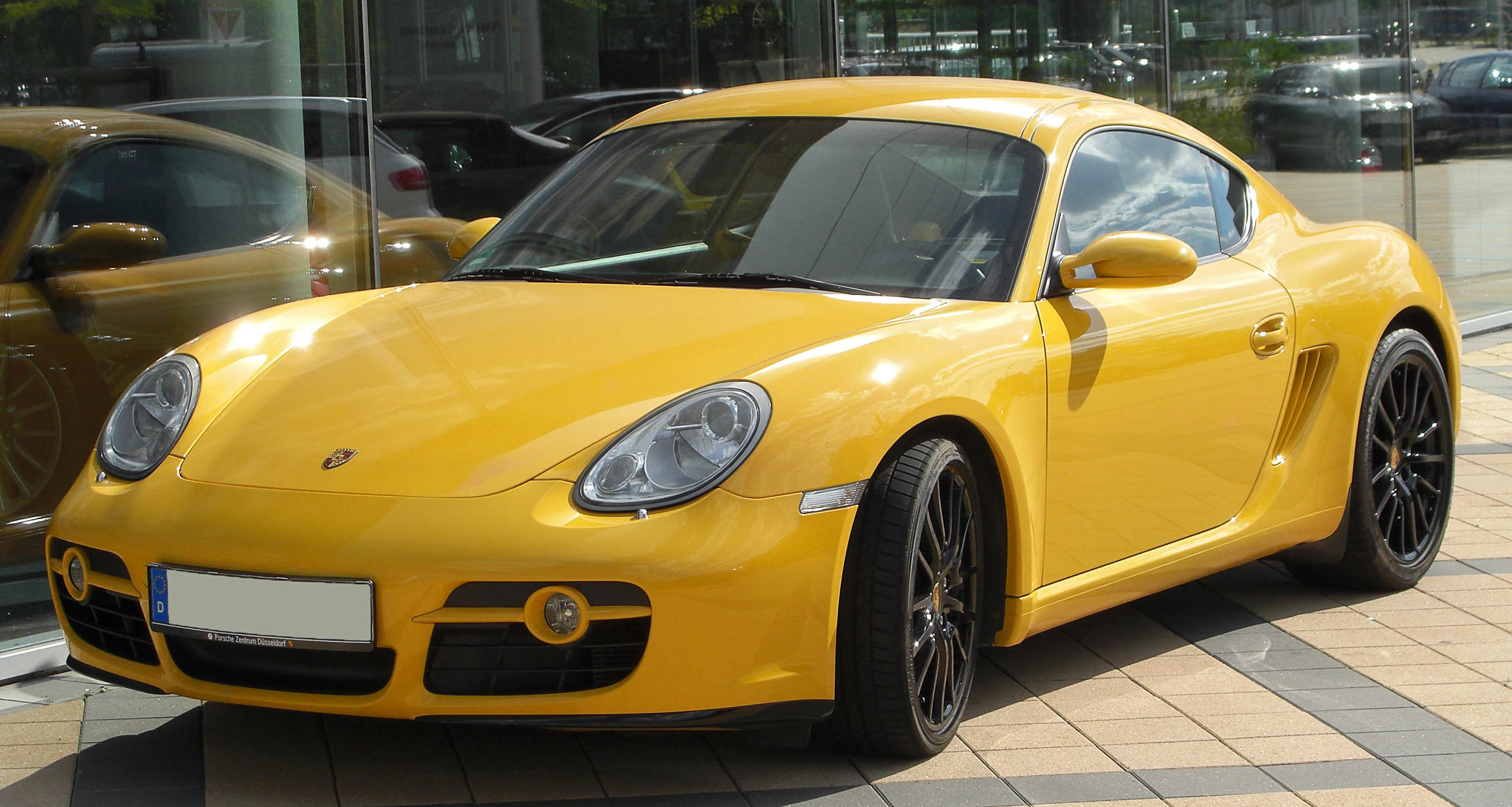
Porsche Cayman 987c
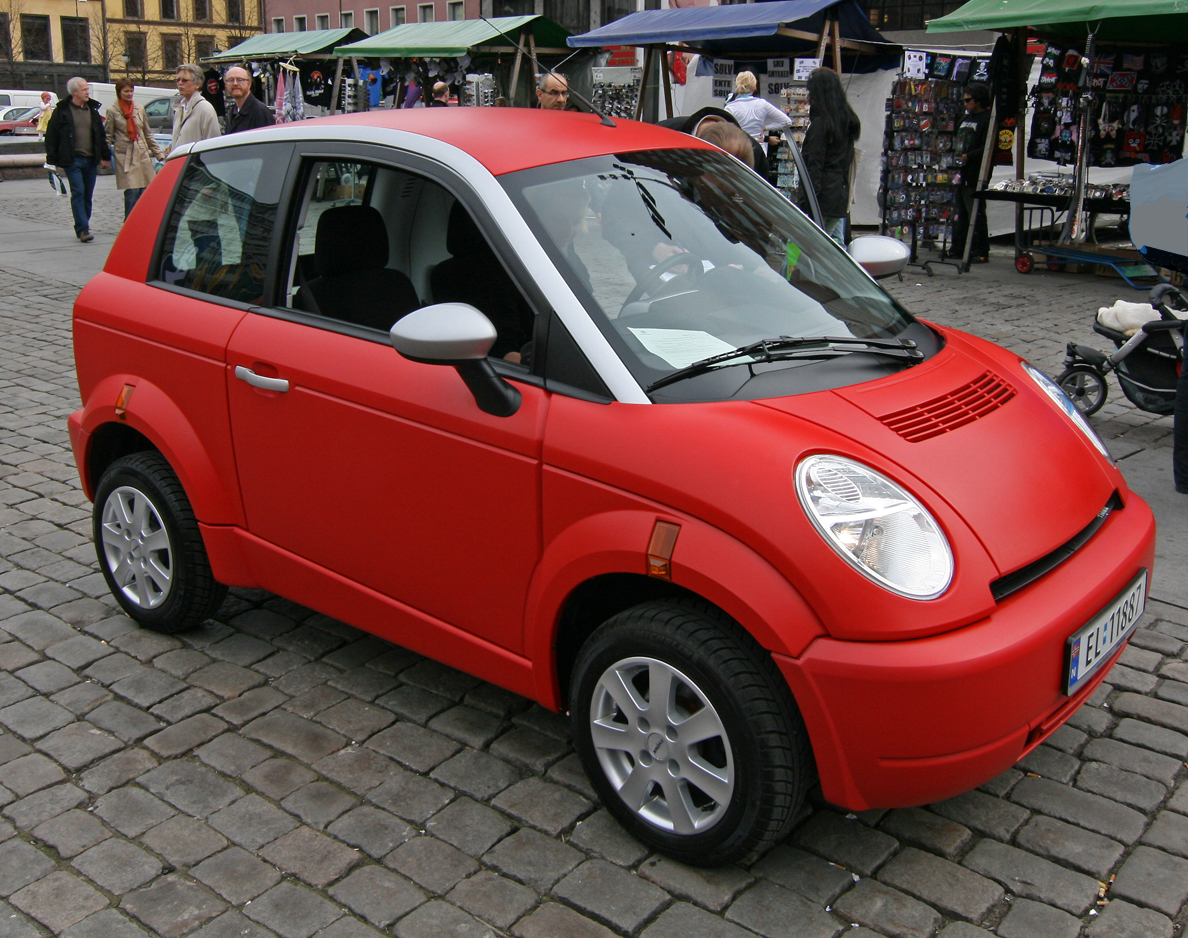
Th!nk City
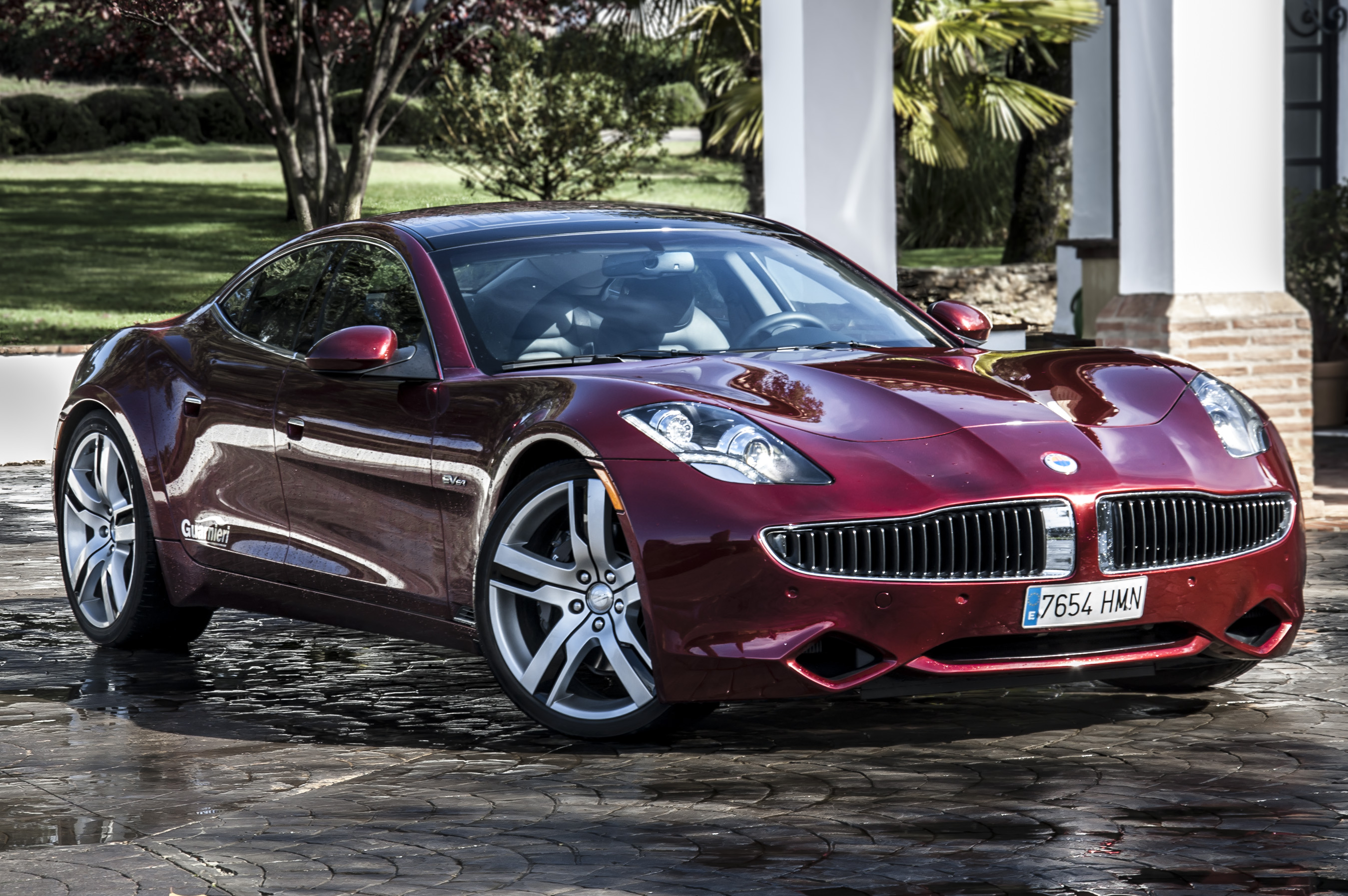
Fisker Karma
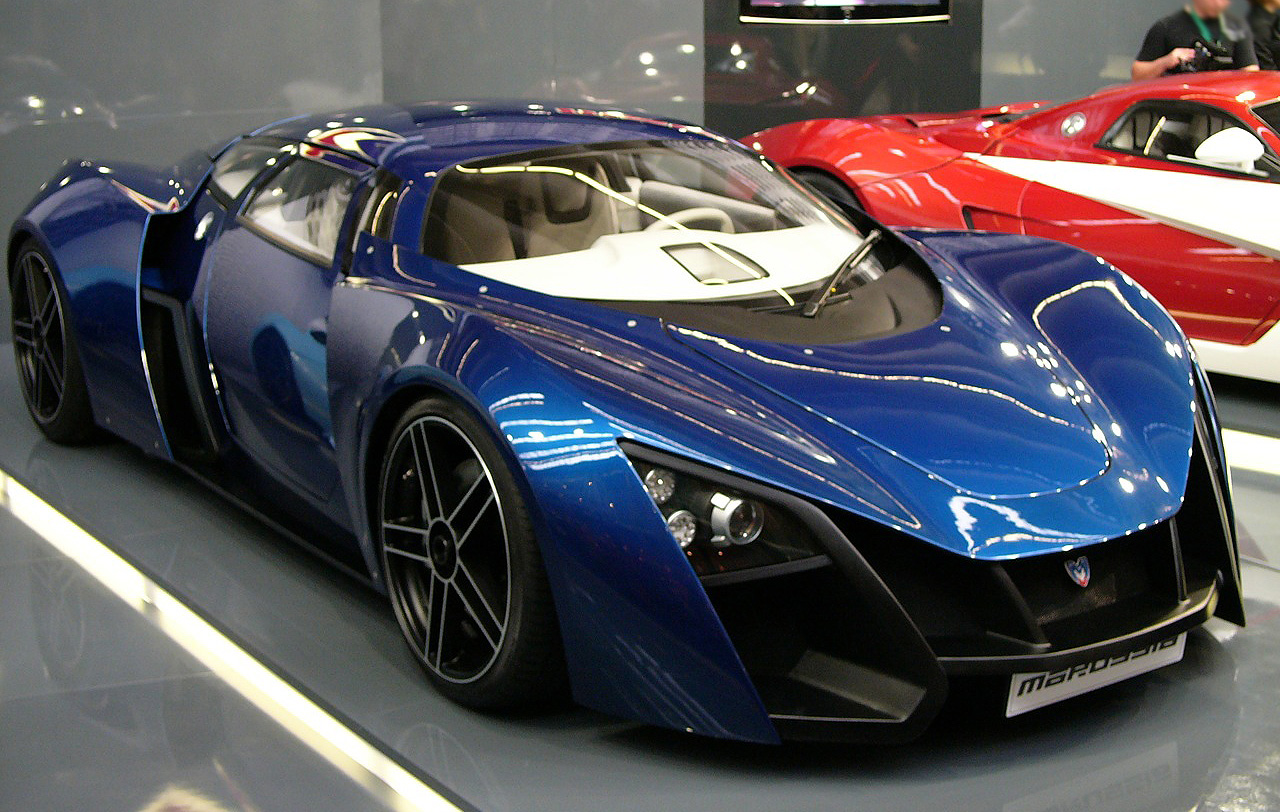
Marussia B2
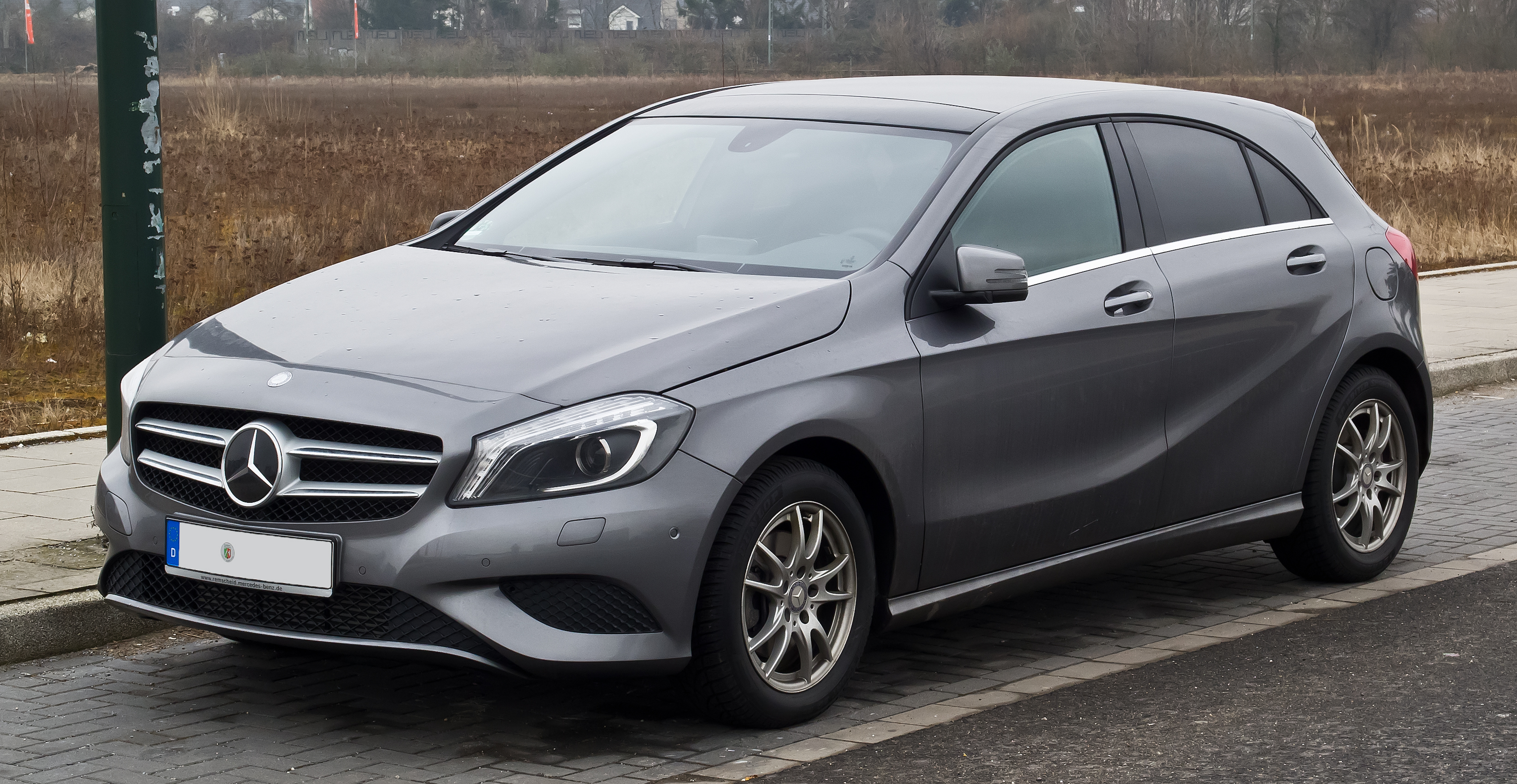
Mercedes-Benz klasy A (W176)
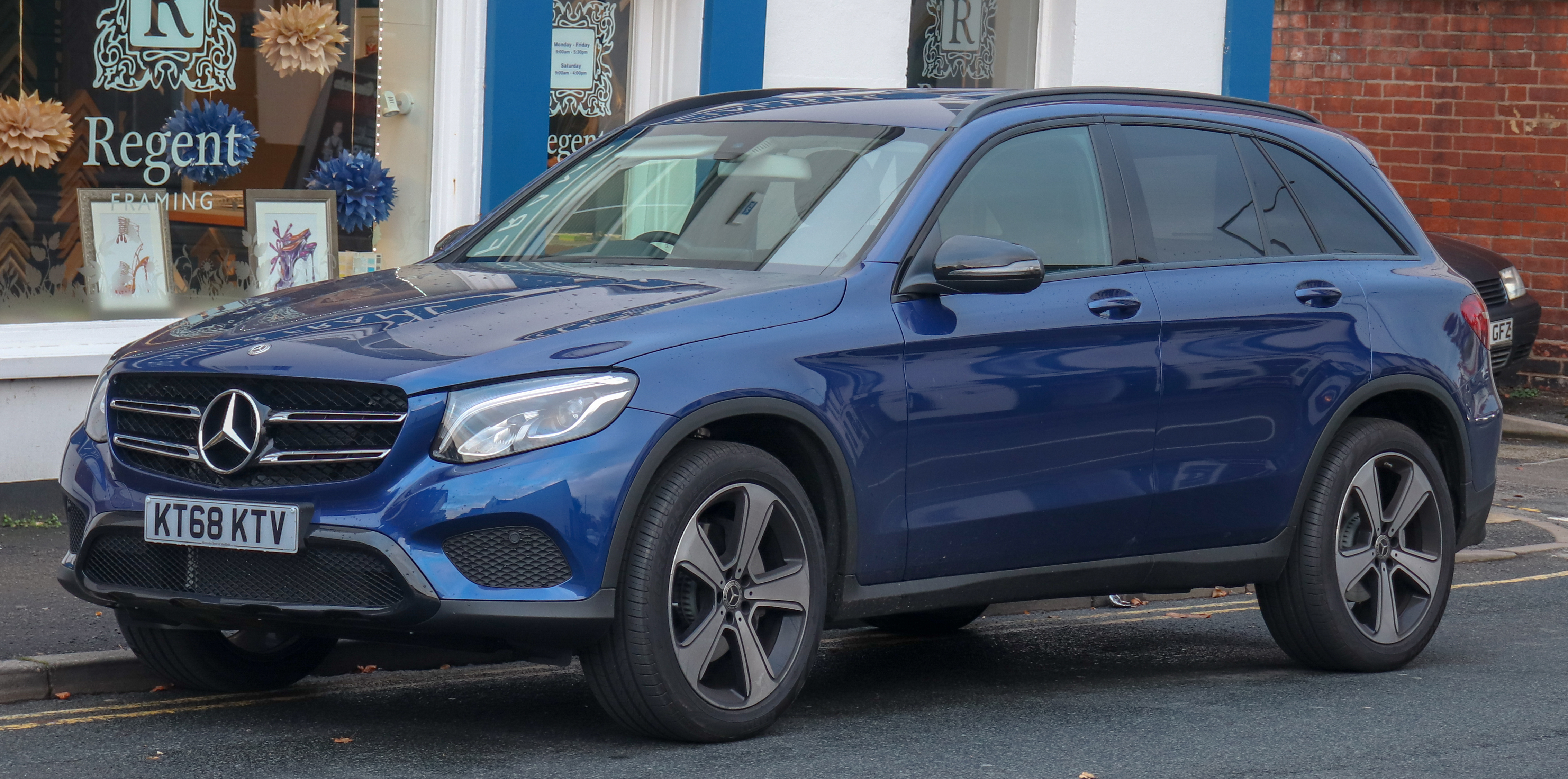
Mercedes-Benz GLC
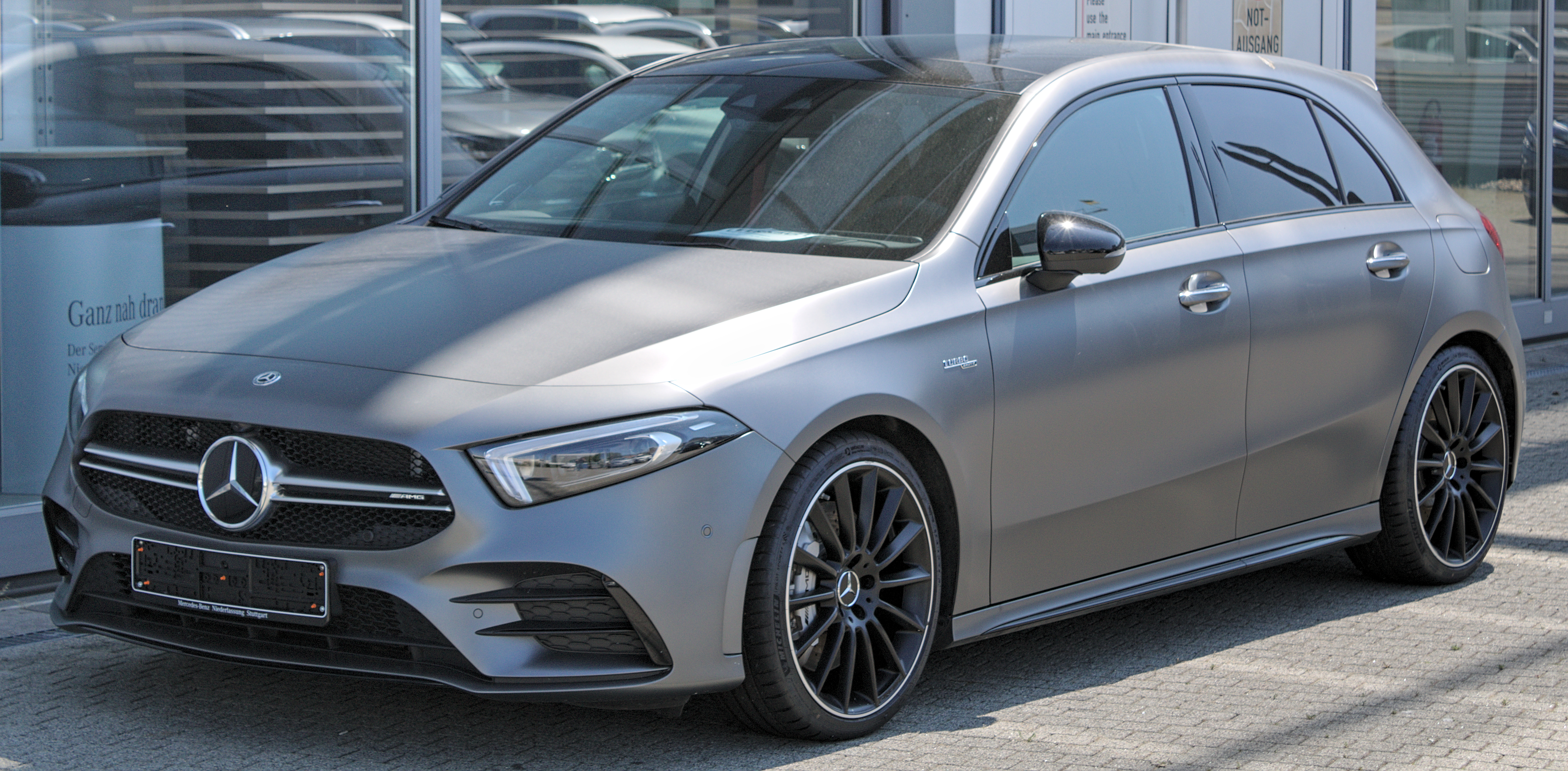
Mercedes-Benz klasy A (W177)
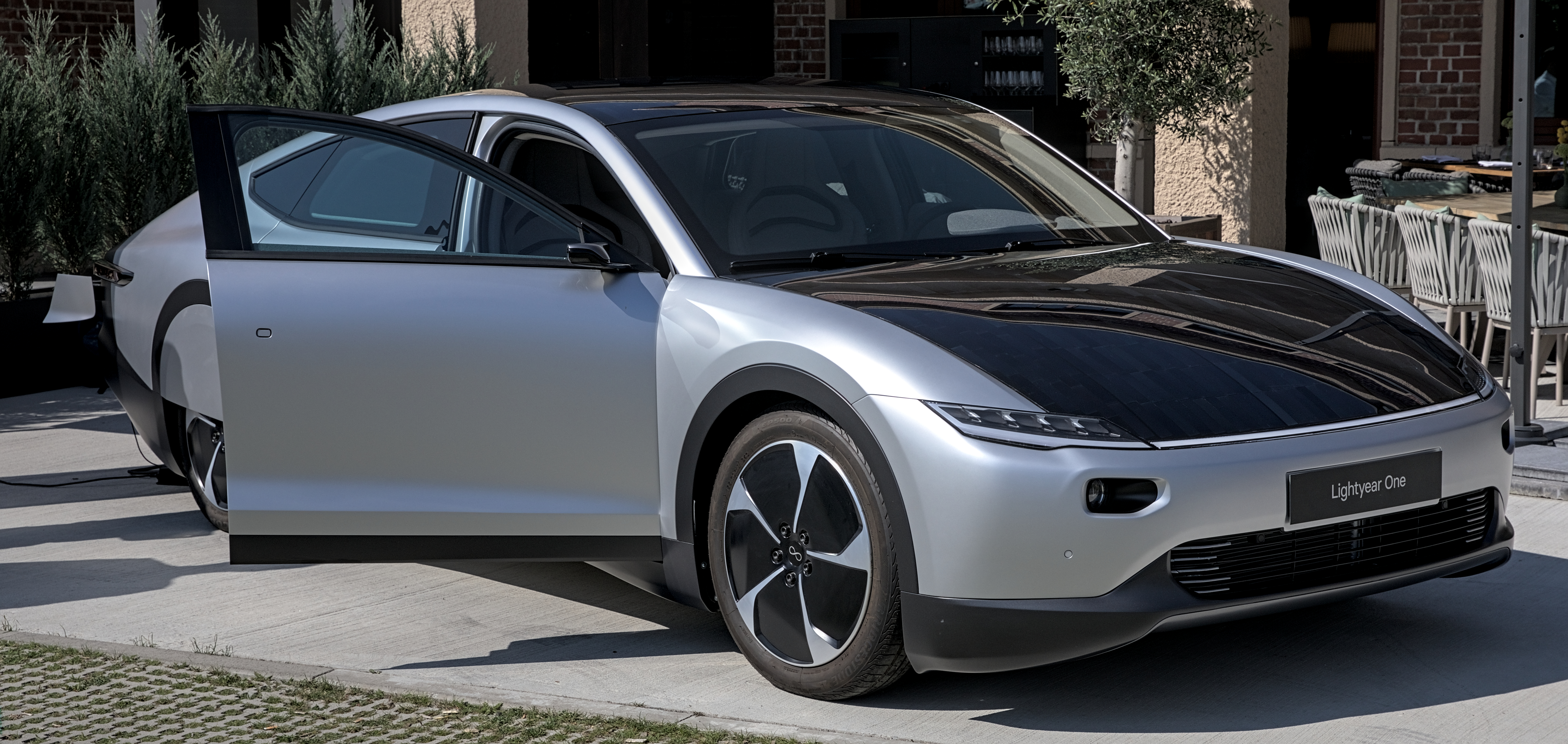
Lightyear One